# Kernu
Kernu – wieś w Estonii, w prowincji Harju, w gminie Kernu.